# Wełna drzewna

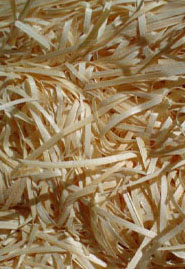
Wiązki wełny drzewnej

Wełna drzewna (wolina) – cienkie, wąskie i długie, wióry drewniane, produkowane przy użyciu specjalnej maszyny strugającej z resztek drewna i odpadów potartacznych. Wióry mają regularne wymiary i znaczną długość, czym różnią się od zwykłych strużyn drewnianych. Długość wiórów wynosi około 480 mm, szerokość 5 mm, a grubość od 0,2 do 0,3 mm.
Wełna drzewna stosowana jest jako:
- materiał pakunkowy, zabezpieczający produkty szklane.
- materiał dekoracyjny
- materiał do ocieplania ścian, stropów, połaci dachowych
- materiał izolacyjny i akustyczny
- materiał do wyrobu płyt izolacyjnych i budowlanych